# Amo y criado
Amo y criado (en ruso: Хозяин и работник), también conocido como Amo y servidor o Amo y sirviente, es un relato del autor ruso León Tolstói publicado simultáneamente en 1895 en el N.º 3 de la revista El Mensajero del Norte, en la editorial El Intermediario, y como apéndice al tomo XIII de las Obras del conde L. N. Tolstói (9.ª ed.).
Reconocido como una de las obras maestras del tercer período de Tolstói,narra la transformación espiritual que sufre un mercader ante la perspectiva de la muerte, tras quedar atrapado con su criado en medio de una tormenta.

## Historia de la publicación
La primera mención de la obra aparece el 6 de septiembre de 1894 en el diario de Tolstói.
En enero de 1895, termina el relato y se lo envía a Strájov, al que le dice que lo presente a la revista El Mensajero del Norte si cree que la historia es buena.Elige esta revista tras una visita a Yásnaia Poliana realizada por su editora, Liubov Gurevich, donde acuerdan que Tolstói ceda en el futuro alguna obra de manera gratuita.
Sin embargo, Sofía, esposa y editora de sus obras, también lo quiere publicar como suplemento a sus Obras completas y en El Intermediario.En un principio accede Tolstói , pero se acaba produciendo una fuerte discusión debido a la aversión de Sofía hacia la editora y su insistencia en copiar el manuscrito cuanto antes.Tras varios intentos de suicidio por parte de Sofía,se reconcilian.Más tarde escribirá en su diario: «Nos ha dado el relato a El Intermediario y a mí. Pero ¡a qué precio!».

## Sinopsis
Vasili es un mercader que se embarca en un viaje con su criado Nikita con el propósito de comprar un bosque, pero se pierden en una tormenta de nieve. Terminan accidentalmente en la casa de un conocido de Vasili en un pueblo y son invitados a pasar la noche. Vasili, movido por la avaricia, rechaza la oferta e insiste en seguir adelante ya que tiene miedo de que alguien se le adelante en su compra.
La tormenta de nieve se vuelve más y más fuerte y se ven obligados a pasar la noche a la intemperie en su trineo atrapado en la nieve, después de haber perdido de vista el camino. Temiendo por su vida, Vasili toma al caballo e intenta escapar, abandonando a Nikita. Sin embargo, el caballo avanza en un círculo y acaba de vuelta junto al trineo, donde Nikita anuncia que se está congelando. En ese momento, Vasili se da cuenta de que la verdadera felicidad en la vida se encuentra viviendo para los demás, por lo que decide acostarse encima de Nikita para darle calor, sacrificando su vida para salvar la de su criado. 

## Recepción e influencia

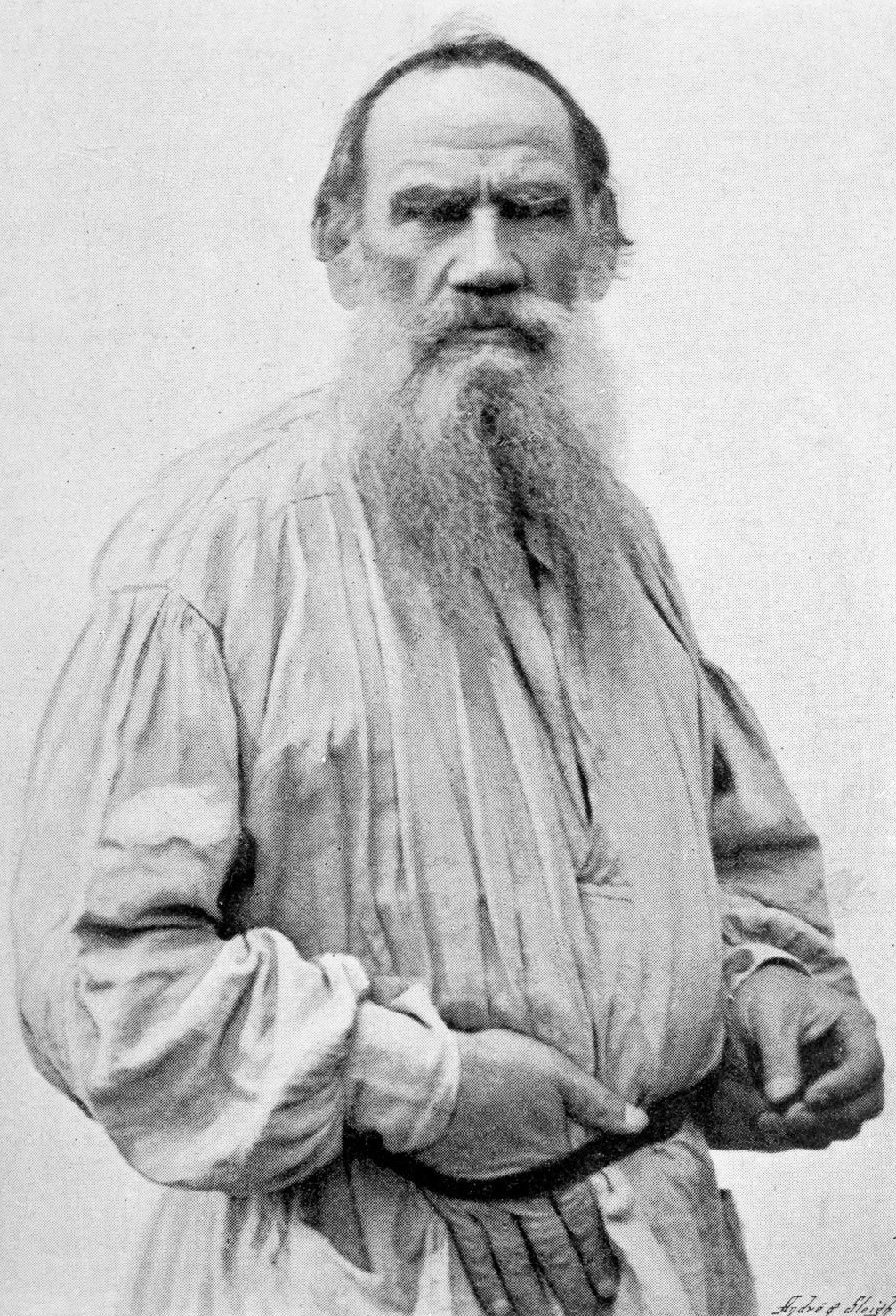
Tolstói en 1895, fecha de publicación de Amo y criado.

El relato fue un éxito. En cuatro días se vendieron 15 000 ejemplares bajo la firma del Intermediario y 10 000 bajo el de las Obras completas.Strájov le escribió: «¿Qué puedo decirle? El frío me eriza la piel... El misterio de la muerte es inimitable en usted... ¡La precisión y la pureza de cada trazo llega al prodigio!».Sin embargo, Tolstói escribe en su diario:

Como no oigo reproches, sino únicamente alabanzas por Amo y criado, imagino un gran alboroto y evoco la anécdota sobre el predicador que, en medio de una explosión de aplausos que cubría una de las frases de su sermón, se detuvo y preguntó: «¿He dicho alguna tontería?». Yo siento lo mismo y sé que fue una tontería ocuparme de la elaboración artística de un relato fútil. La idea misma es poco clara y forzada, no es simple. El relato es malo. Me gustaría escribir una crítica anónima, si tuviera un rato libre y si eso no significa ocuparse de algo que no vale la pena.
Tolstói, 27 de marzo de 1895.

Más tarde, en una visita del joven escritor Iván Bunin, le diría respecto a la obra: «¡Es horrible! ¡Tiene tan poco valor, que me da vergüenza mostrarme por la calle!».
James Joyce, refiriéndose a los cuentos de Tolstói, en una carta de 1935 a su hija escribe: «También solía gustarme mucho Amo y Criado a pesar de haber algo de propaganda en él».
En 2012 la historia es adaptada en la película británica Boxing Day.

### Citas
1. ↑  Digitalización del Nº3 de El mensajero del Norte de 1895.
2. ↑  Digitalización de la edición de El Intermediario de 1895.
3. ↑  «Tolstói, Biografía,1895.». tolstoy.ru (en ruso). Consultado el 29 de julio de 2023.
4. 1 2  Hagan, 1969, p. 31.
5. ↑  Diarios (1847-1894), «Tolstói, 6 de septiembre de 1894», p. 433. «Esta mañana en la cama, después de una mala noche, pensé muy vivamente en un relato sobre un amo y su criado»
6. ↑  Simmons, 1949, pp. 561-562.
7. 1 2  Simmons, 1949, p. 564.
8. ↑  
Simmons, 1949, p. 564; Troyat, 1984, p. 93.
9. ↑  Sofía Tolstói, 5 de febrero de 1895, Diarios, p. 173.
10. ↑  Sofía Tolstói, 21 de febrero de 1895, Diarios, p. 176.
11. ↑  
Simmons, 1949, p. 564; Troyat, 1984, p. 94.
12. ↑  Sofía Tolstói, 21 de febrero de 1895, Diarios, p. 179.
13. 1 2  Troyat, 1984, p. 97.
14. ↑  Tolstói, 27 de marzo de 1895, Diarios, p. 17.
15. ↑  Troyat, 1984, p. 98.
16. ↑  Gilbert, Stuart (1966). Letters of Jame Joyce (en inglés) 1. Nueva York, Estados Unidos. p.364. «I used to like also very much Masters and Servants in spite of a little propaganda in it»
17. ↑  Boxing Day (2012) - Filmaffinity.

#### Libros
- Tolstói, Lev (2008) [1828-1910]. Correspondencia (Selma Ancira, trad.) (1.ª edición). Barcelona, España: Acantilado. ISBN 9788496834682.
- Tolstói, Lev (2002) [1847-1894]. Diarios (1847-1894) (Selma Ancira, trad.) (1.ª edición). Barcelona, España: Acantilado. ISBN 9788495359919.
- Tolstói, Sofía (2022) [1862-1919]. Diarios (1862-1919) (Fernando Otero Macías y José Ignacio López Fernández, trad.) (1.ª Edición Digital). Barcelona, España: Alba. ISBN 9788490659373.
- N. Tolstói, Lev (2020) [1895]. «Amo y criado». Relatos (Víctor Gallego Ballestero, trad.) (1.ª edición). Barcelona, España: Alba. pp. 341-395. ISBN 9788490656570.
- Tolstói, Lev (2003) [1895-1910]. Diarios (1895-1910) (Selma Ancira, trad.) (1.ª edición). Barcelona, España: Acantilado. ISBN 9788496136403.
- Simmons, Ernest J. (1949). Leo Tolstoy (en inglés) (1.ª edición). London, Great Britain: John Lehmann.
- Troyat, Henri (1984) [1965]. Tolstoi (Marty Abouf, trad.) III (1.ª edición). Barcelona, España: Bruguera. ISBN 8402075177.

#### Artículos
- Hagan, John (1969). «Detail and Meaning in Tolstoy’s Master and Man.». Criticism (Estados Unidos) 11 (1): 31-58.

- Datos: Q1302957
- Multimedia: Master and Man (Tolstoy) / Q1302957